# Tao-Roesyr
De Tao-Roesyr (Russisch: Кальдера Тао-Русыр; Kaldera Tao-Roesir) is een caldera op het eiland Onekotan dat deel uitmaakt van de Koerilen. Het eiland behoort thans tot Rusland, maar in het verleden tot Japan. De 1325 meter hoge caldera werd gevormd bij een eruptie rond 5500 v.Chr. en de laatste historische uitbarsting was in 1952.